# Jyväskylä flygplats
Jyväskylä flygplats (finska: Jyväskylän lentoasema) är en flygplats i Tikkakoski i Finland och betjänar staden Jyväskylä. Flygplatsen delar start- och landningsbana med Luftkrigsskolan och Signalprovanstalten.

## Verksamhet
Flygplatsen är beläget i centrum av Mellersta Finland ca 20 km norrut från centrum av Jyväskylä. Flygplatsen renoverades hösten 2004. Det finns ingen kollektivtrafik till flygplatsen (2008). Flygplatsen delar start- och landningsbana med Finlands flygvapen.

## Destinationer och flygbolag

### Inrikes(reguljärt flyg)
| Flygbolag | Stad        | Flygplats (IATA/ICAO kod)               |
| --------- | ----------- | --------------------------------------- |
| Finnair   | Helsingfors | Helsingfors-Vandas flygplats (HEL/EFHK) |